# Muraltia elsieae
Muraltia elsieae är en jungfrulinsväxtart som beskrevs av J.A.R. Paiva. Muraltia elsieae ingår i släktet Muraltia och familjen jungfrulinsväxter. Inga underarter finns listade i Catalogue of Life.